# Amalia Lacroze de Fortabat
María Amalia Sara Lacroze Reyes de Fortabat (Buenos Aires, 15 de agosto de 1921 – Buenos Aires, 18 de fevereiro de 2012), conhecida como Amalita Fortabat, foi uma empresária, milionária, filantropa, mecenas e colecionadora de artes argentina. 
Nascida em uma família aristocrática, suas primeiras línguas foram francês e inglês. Durante sua juventude foi um ícone da moda da classe alta e participou de várias instituições de caridade. Em 1942 casou com o advogado Hernán de Lafuente Sáenz Valiente, com quem teve sua única filha, María Inés de Lafuente Lacroze. Após um longo processo de divórcio, casou novamente em 1955 com o fundador da empresa de cimento Loma Negra, Alfredo Fortabat, a quem acompanhou durante suas viagens de negócios ao exterior durante as décadas de 1950 e 1960.
Depois de enviuvar em 1976 herdou uma das maiores fortunas do país e assumiu a administração da empresa. Em apenas três anos triplicou o patrimônio da Loma Negra e tornou-se, segundo a revista Forbes, a mulher mais rica da Argentina, com uma fortuna estimada em US$ 1,8 bilhões. Em 2005, afetada pela crise econômica de 2001, vendeu a Loma Negra ao grupo brasileiro Camargo Correa (atual Mover Participações) por US$ 1 bilhão.